# Sucker Punch Productions
Sucker Punch Productions è una casa sviluppatrice di videogiochi statunitense fondata nel 1997 e con sede a Bellevue (Washington). È stata un'azienda indipendente fino al 2 agosto 2011, data in cui è stata acquisita da Sony Computer Entertainment, con cui ha comunque collaborato in esclusiva dal 2000.

## Storia
Verso la fine del 2000, Sucker Punch pubblicò il suo primo gioco, Rocket: Robot on Wheels, per il Nintendo 64. Dopo che ebbe siglato un nuovo accordo con Sony nel 2001, l'azienda procedette creando la serie Sly Cooper per la PlayStation 2. Una caratteristica in comune tra i giochi Rocket e Sly Cooper è che hanno un procione come protagonista.
Lo studio ha sviluppato poi la serie Infamous per la PlayStation 3, passando dai precedenti giochi basati su livelli, in cel-shading e raffiguranti animali antropomorfici a giochi in sandbox completamente in streaming, raffiguranti personaggi più realistici e protagonisti con abilità acrobatiche.
L'azienda fu fondata nel 1997 e, secondo il sito web dello studio, "iniziò dalle fondamenta di Microsoft, dove tutti i cofondatori lavoravano in diverse applicazioni di produttività e di sviluppo software. Tutti condividevano un amore per i videogiochi, ma solo uno aveva esperienza nello sviluppo di giochi". Il gruppo decise quindi di lasciare Microsoft nel 1997 e divenne lo studio indipendente che è oggi e che ha lavorato con Sony nella creazione del franchise Sly Cooper.
Il nome dell'azienda venne fuori come uno dei diversi proposti che non sarebbero potuti essere usati in Microsoft a causa delle sue politiche. Il cofondatore Chris Zimmerman mostrò quindi la lista dei possibili nomi alla propria moglie per conoscerne l'opinione, ed ella rispose che non le interessava "fintantoché non fosse 'Sucker Punch'". Reputando che l'opinione di una donna di mezza età fosse completamente opposta rispetto a quella del pubblico cui si volevano rivolgere, il gruppo scelse proprio l'unico nome da lei scartato.
Sucker Punch è considerato uno del "trio di produttori di platformer" di Sony, i cui rimanenti membri sono Naughty Dog ed Insomniac Games. Nonostante queste tre aziende abbiano iniziato ad avventurarsi nella produzione di giochi adatti ad un pubblico più maturo, di recente hanno anche mostrato nuovo interesse per i propri giochi platform, come Naughty Dog che ha passato la produzione del loro nuovo Jak and Daxter a High Impact Games ed Insomniac Games che continua la propria serie di Ratchet and Clank. Inoltre, Sucker Punch ha affermato di recente di desiderare di continuare lo sviluppo del franchise di Sly Cooper nel breve periodo.
Un'altra azienda di videogiochi, la Sanzaru Games, ha pubblicato il gioco Sly Collection, una versione rimodernata ed adattata per PlayStation 3 dei giochi Sly per PlayStation 2. All'E3 2011 è stato annunciato Sly Cooper: Thieves in Time per PlayStation 3 e Sanzaru Games ne sarà lo sviluppatore.

## Videogiochi
| Titolo                      | Data di uscita | Piattaforma                                     |
| --------------------------- | -------------- | ----------------------------------------------- |
| Rocket: Robot on Wheels     | 1999           | Nintendo 64                                     |
| Sly Raccoon                 | 2003           | PlayStation 2                                   |
| Sly 2: La banda dei ladri   | 2004           | PlayStation 2                                   |
| Sly 3: L'onore dei ladri    | 2005           | PlayStation 2                                   |
| Infamous                    | 2009           | PlayStation 3                                   |
| Infamous 2                  | 2011           | PlayStation 3                                   |
| Infamous: Festival of Blood | 2011           | PlayStation 3                                   |
| Infamous: Second Son        | 2014           | PlayStation 4                                   |
| Infamous: First Light       | 2014           | PlayStation 4                                   |
| Ghost of Tsushima           | 2020           | PlayStation 4, PlayStation 5, Microsoft Windows |
| Ghost of Yōtei              | 2025           | PlayStation 5                                   |